# Moston, Cheshire East
Moston är en civil parish i Storbritannien.   Den ligger i kommunen Cheshire East i riksdelen England, i den södra delen av landet, 240 km nordväst om huvudstaden London. Antalet invånare är 375.